# Mikołaj Franciszek Stadnicki
Mikołaj Franciszek  Stadnicki herbu Szreniawa bez Krzyża (ur. 19 grudnia 1717 w Starym Sączu - zm. 16 marca 1765 w Warszawie) – zakonnik, w zakonie Mikołaj od św. Kingi, pijar, rektor warszawskiego Collegium Regium. 
Był synem Jana, burgrabiego sądeckiego (zm. przed 1731). Wstąpił do zakonu 2 lipca 1733 w Podolińcu, od 1741 uczył tam gramatyki, w 1742 podjął studia teologiczne w Krakowie. W 1743 kontynuował je w Warszawie, pełniąc zarazem funkcję podprefekta. W latach 1745–1746 uczył retoryki w Łowiczu, potem w Warszawie, gdzie był prefektem Collegium Novum w 1749, uczył też historii i geografii. W latach 1749–1751 przebywał we Francji i Włoszech. Po powrocie z zagranicy został w 1752 podprefektem Collegium Nobilium.  Był także nauczycielem domowym u Lubomirskich, w latach 1755–1756 sprawował w Lipsku opiekę nad młodszymi synami ministra Henryka Brühla. W latach 1756–1759 był doradcą i sekretarzem w Collegium Nobilium, pełnił też funkcję konsultora prowincji. Od 1760 był rektorem Collegium Regium w Warszawie i pozostał na tym stanowisku do śmierci. Dla kolegium i kościoła zasłużył się, przeznaczając fundusze na odnowienie budynku szkolnego, biblioteki i renowację fasady kościoła św. św. Prima i Felicjana.